# Imma’ Star (Everywhere We Are)
Imma' Star (Everywhere We Are) az amerikai R&B énekes, Jeremih dala. Ez a második kislemez debütáló albumáról a Jeremihról. A videót Mark Clasfeld rendezte és 2009 júliusában jelent meg a klip.

## Videóklip
A videóban az énekes munkák után járja a várost miközben mindenkinek bizonygatja, hogy gazdag és sikeres. Az emberek előtt teljesen leégeti magát és kigúnyolják. Végül gazdagon, egy rémálomból felébredve láthatjuk őt a klip végén.

## Ranglista
| Lista (2009)                         | Helyezés |
| ------------------------------------ | -------- |
| U.S. Billboard Hot 100               | 86       |
| U.S. Billboard Hot R&B/Hip-Hop Songs | 36       |